# Billstedt (metrostation)
Billstedt is een metrostation in het stadsdeel Billstedt van de Duitse stad Hamburg. Het station werd geopend op 28 september 1969 en wordt bediend door de lijnen U2 en U4 van de metro van Hamburg.